# 関口美奈子
関口 美奈子（せきぐち みなこ、1988年 - ）は、日本の著述家、実業家、YouTuber、講演家。2019年に結婚相談所事業『エースブライダル』を開業。2020年4月にYouTubeチャンネル『みなこの圧倒的モテ男TV』を開設。
2021年にIBJが運営する日本結婚相談所連盟の『IBJ AWARD PREMIUM 2021』で上半期・下半期ともに受賞した。和服ブランド「KIMONO MOOD」プロデューサー、メンズ化粧品「ISIKI」開発ディレクター。三枝氏の子孫。姉はVRアーティストのせきぐちあいみ。

## 書籍
- 「最初の男」になりたがる男、「最後の女」になりたがる女　夜の世界で学ぶ男と女の新・心理大全（KADOKAWA、ASIN B09D2JD4RK）[9]
- 「気遣いを恋と勘違いする男、優しさを愛と勘違いする女」 相手の本性を見抜き、最高のベストパートナーを見つける男と女の心理ルール（KADOKAWA、ASIN B0BFGK3H36）

## 出演

### テレビ番組
| 番組名                         | 放送日         | 放送局          | 出典   |
| ------------------------------ | -------------- | --------------- | ------ |
| 緊急警告！男に告ぐ、女のホンネ | 2021年9月18日  | BS12 トゥエルビ | [ 10 ] |
| why not？～私たちの働き方～    | 2021年12月11日 | BS12 トゥエルビ | [ 11 ] |

### インターネットテレビ
| 番組名                   | 放送日        | 放送局 | 出典   |
| ------------------------ | ------------- | ------ | ------ |
| パパラピーズのイマっぽTV | 2021年6月22日 | ABEMA  | [ 12 ] |

### ラジオ番組
| 番組名                        | 出典                                      |
| ----------------------------- | ----------------------------------------- |
| せきぐちあいみのVirtual Radio | [ 13 ] [ 14 ] [ 15 ] [ 16 ] [ 17 ] [ 18 ] |

## 連載
| 連載名                                                                | 配信日         | 出典   |
| --------------------------------------------------------------------- | -------------- | ------ |
| 「実年齢よりも老けて見える男」の特徴。この6つの習慣が危ない           | 2021年10月1日  | [ 20 ] |
| 「女性とのコミュニケーションが自然とうまくいく男」に共通する5つの特徴 | 2021年10月8日  | [ 21 ] |
| 「顔は普通なのに、なぜか女性が惹かれてしまう男」が実践する6つの習慣   | 2021年10月15日 | [ 22 ] |
| 「“女性の本心がわからない”と悩む男」が見落としてしまっている8つの兆候 | 2021年10月22日 | [ 23 ] |
| 「せっかくの好意を見落としてしまう男」が知っておくべき女性の本音      | 2021年10月29日 | [ 24 ] |
| 年下女性に嫌われる中年男の言動。「好かれたい」という願望が逆効果に…   | 2021年11月5日  | [ 25 ] |
| 「女性が自然と心を開いてしまう男性」に共通している3つの特徴           | 2021年11月12日 | [ 26 ] |
| 「女性がいつの間にか夢中になっている男」に共通している5つの特徴       | 2021年11月19日 | [ 27 ] |
| 女性が「好意のある男性」だけにしている5つの言動…男はいつも見逃しがち  | 2021年11月26日 | [ 28 ] |
| 「女性が実は一目置いている男性」に共通している5つの特徴               | 2021年12月3日  | [ 29 ] |
| 「女性に初対面で嫌われてしまう男性」に共通している3つの特徴           | 2021年12月10日 | [ 30 ] |
| 「コミュニケーションに悩んでいない男性」が自然とやっている6つの言動   | 2021年12月17日 | [ 31 ] |
| 「恋愛関係・夫婦関係が長続きする男性」が習慣にしている5つの言動       | 2021年12月24日 | [ 32 ] |
| 「女性の心を掴むのが上手な男性」は使っている“最高の誉め言葉”ベスト4   | 2021年12月31日 | [ 33 ] |
| 女性が「心を完全に許している男性」だけに密かにしている7つの行動       | 2022年1月7日   | [ 34 ] |
| 「女性からの好感度が、なぜか高い男性」が自然とやっている3つの習慣     | 2022年1月14日  | [ 35 ] |
| 「男が結婚相手に絶対に選んではいけない女性」に共通する4つの特徴       | 2022年1月21日  | [ 36 ] |
| 「女性から好かれているのに『いい人どまり』の男」に共通する4つの特徴   | 2022年1月28日  | [ 37 ] |
| 「女性の心を掴むことができる男」に共通している“好意の伝え方”          | 2022年2月4日   | [ 38 ] |
| 「女性からなぜか嫌われてしまう男性」に共通している2つの口癖           | 2022年2月11日  | [ 39 ] |
| 「優しいのに、女性から軽視されてしまう男性」に共通している意外な特徴  | 2022年2月18日  | [ 40 ] |